# Leopold Schmid (filosof)
Johann Aloysius Leopold Schmid, född den 9 juni 1808 i Zürich, död den 20 december 1869 i Giessen, var en tysk-schweizisk filosof.
Schmid blev 1839 professor inom teologiska fakulteten i Giessen, men övergick 1850, sedan hans val till biskop av Mainz 1849 inte bekräftats av påven, till en filosofisk professur. Hans filosofiska ståndpunkt är en spekulativ teism med särskilt betonande av handlingens betydelse. År 1867 utträdde han ur romersk-katolska kyrkan. 
Bland hans skrifter märks: Der Geist des Katholicismus oder Grundlegung der christlichen Irenik (4 böcker 1848-50, 2:a upplagan 1880), Grundzüge der Einleitung in die Philosophie (1860), Das Gesetz der Persönlichkeit (1862) med flera. Han behandlas i en monografi av Schroeder, Schwarz och Nippold  (1871) samt i en av Lutterbeck (1875).